# Fritz Heinemann (Politiker)
Fritz Heinemann

Link zum Bild

Fritz Heinemann (* 19. November 1903 in Lütgendortmund; † 19. November 1975 in Bochum) war ein deutscher Politiker (SPD).

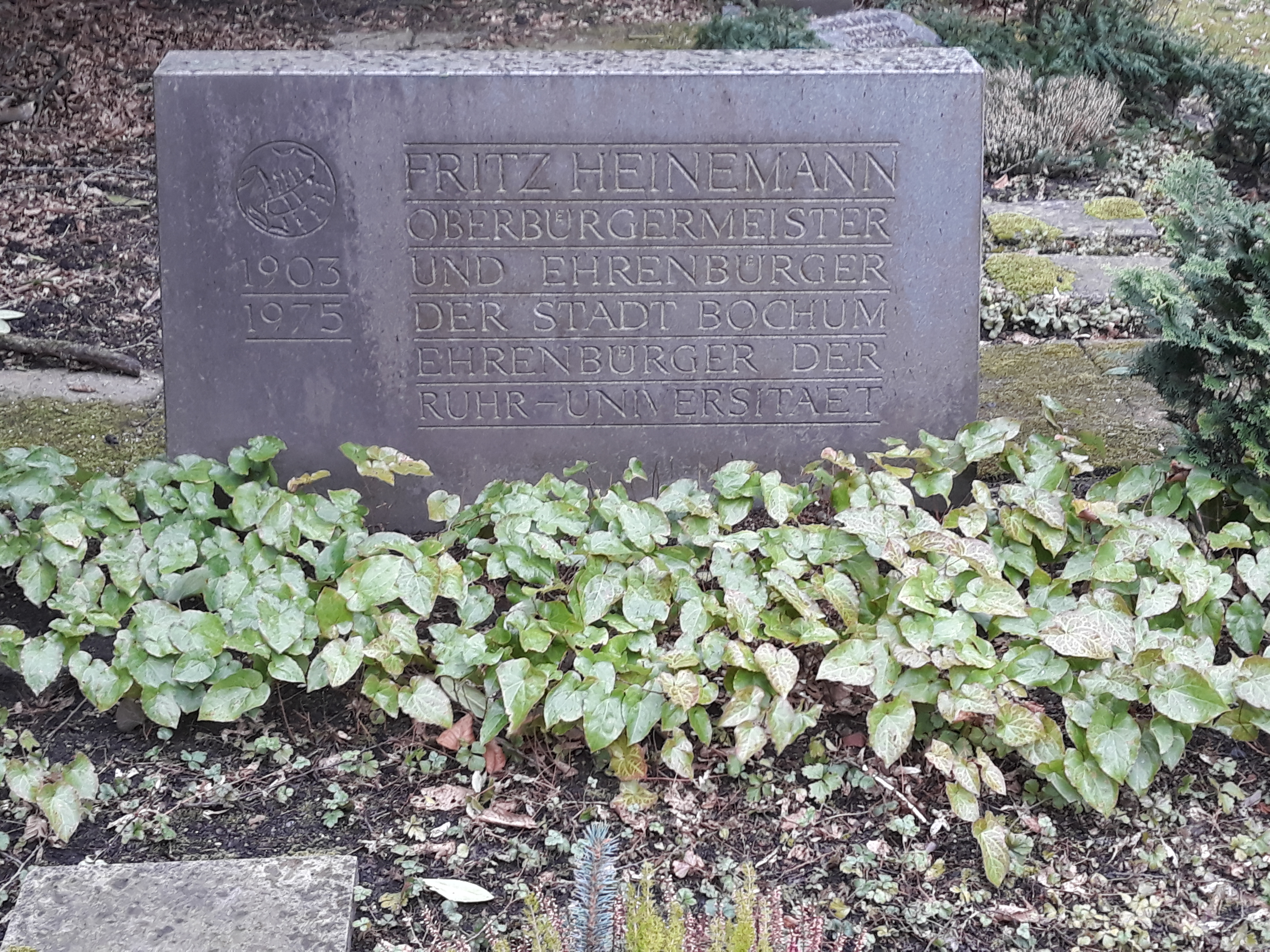
Das Grab von Fritz Heinemann auf dem Friedhof Querenburg in Bochum.

## Leben
Fritz Heinemann lebte seit 1907 in Bochum, wo er die Volksschule besuchte. Nach dem Schulabschluss absolvierte er von 1918 bis 1921 eine Lehre bei der AOK in Bochum und besuchte parallel dazu die kaufmännische Schule der Industrie- und Handelskammer Bochum. Ab 1922 arbeitete er als kaufmännischer Angestellter bei der Gelsenkirchener Bergwerks-AG. Er betätigte sich bereits während seiner Lehrjahre in der Gewerkschaftsjugend und schloss sich 1924 dem Zentralverband der Angestellten (ZdA) an, dem er bis zu seiner Selbstauflösung 1933 angehörte. Ab 1945 war er Mitglied der IG Bergbau und Energie. Neben seiner beruflichen Tätigkeit war er Mitglied des Betriebsrates.
Heinemann trat 1927 in die SPD ein und war bis 1933 Mitglied des Vorstandes der Bochumer Sozialdemokraten. Nach dem Zweiten Weltkrieg gehörte er zu den Neugründern der SPD Bochum und wurde wieder in den Parteivorstand gewählt. Er war von 1946 bis 1969 Ratsherr und von 1952 bis 1969 ehrenamtlicher Oberbürgermeister der Stadt Bochum. Insgesamt wurde er viermal zum Oberbürgermeister gewählt: Am 20. November 1952, am 28. Oktober 1956, am 19. März 1961 und am 27. September 1964. Nach dem Ausscheiden aus dem Amt erhielt er am 27. November 1969 die Ehrenbürgerwürde.
Heinemann war vom 5. Juli 1950 bis zum 25. Juli 1970 Abgeordneter des Nordrhein-Westfälischen Landtages. Bei seinen Kandidaturen zum Landtag gewann er stets das Direktmandat, 1950 und 1954 im Wahlkreis 104 (Bochum-Süd), 1958 im Wahlkreis 104 (Bochum III) und 1962 sowie 1966 im Wahlkreis 107 (Bochum III).

## Ehrungen und Auszeichnungen
- 1966: Ehrenring der Stadt Bochum[3]
- 1969: Ehrenbürgerschaft der Stadt Bochum
- 1969: Großes Verdienstkreuz der Bundesrepublik Deutschland